# Melanitta perspicillata
L'orco marino dagli occhiali (Melanitta perspicillata) è una grande anatra marina che nidifica in Canada e in Alaska. Viene classificato nel sottogenere Melanitta, insieme agli orchi marini e agli orchi marini del Pacifico, distinto dal sottogenere Oidemia, gli orchetti marini americani e agli orchetti marini.
Sverna un po' più a sud, in zone temperate, sulle coste degli Stati Uniti settentrionali. Un piccolo numero sverna regolarmente in Europa occidentale, spingendosi a sud fino alla Gran Bretagna e all'Irlanda. Alcuni uccelli possono trascorrere l'inverno sui Grandi Laghi. Sulle acque costiere particolarmente accoglienti forma grandi stormi. I membri di questi raggruppamenti sono strettamente uniti e questi uccelli tendono a decollare tutti insieme.
Il nido edificato viene costruito sul suolo, nei pressi del mare, di laghi o fiumi, nelle foreste o nella tundra. Vi vengono deposte 5-9 uova. Un uovo può pesare 55-79 grammi ed avere una larghezza media di 43,9 mm e una lunghezza di 62,4 mm. Occasionalmente (e forse accidentalmente), in aree con un'alta densità di nidi, le nidiate vengono mischiate tra femmine diverse. Lo sviluppo è relativamente rapido e il periodo di incubazione varia dai 28 ai 30 giorni. I piccoli raggiungono l'indipendenza a circa 55 giorni.
Una femmina adulta pesa in media 900 grammi ed è lunga 44 cm, mentre un maschio adulto raggiunge i 1050 grammi e i 48 cm, dimensioni che fanno di questa specie la più piccola degli orchi. Questa specie è caratterizzata da un grande becco di forma tozza. Il maschio è tutto nero, ad eccezione di alcune macchie bianche sulla nuca e sulla fronte. Ha un becco bulboso rosso, giallo e bianco. Le femmine sono uccelli bruni con macchie pallide sulla testa. La testa a forma di zeppa e la mancanza di zone bianche sulle ali aiutano a distinguere le femmine di orco marino dagli occhiali dalle femmine di orco marino.
I membri adulti di questa specie si immergono alla ricerca di crostacei e molluschi, mentre gli anatroccoli dipendono da una vasta gamma di invertebrati di acqua dolce.